# Taparella mendica
Taparella mendica är en insektsart som beskrevs av Medler 1991. Taparella mendica ingår i släktet Taparella och familjen Flatidae. Inga underarter finns listade i Catalogue of Life.